# Paul Verdussen
Paul Verdussen, né à Ixelles le 20 juillet 1868 et mort à Uccle le 12 juin 1944, est un peintre et un graphiste belge.
Membre fondateur de l'association des artistes bruxellois Le Sillon, créé en 1893, il expose aux Salons du cercle avant de démissionner en 1905.
Sa maison-atelier à Ixelles, édifice de style Art nouveau, érigée en 1901, produit des affiches lithographiées d'une qualité reconnue en Belgique et en France.

## Biographie

### Famille et formation
Paul (Paul Alfred Léopold) Verdussen, né à Ixelles le 20 juillet 1868, est le fils de Paul Josse Alfred Verdussen, géomètre expert (1838-1909), et de Marie Louise Pauline Crabbe (1843-1885). Il a un frère jumeau, Ernest Verdussen (1868-1905), officier d'infanterie. Paul Verdussen épouse à Ixelles, le 24 mai 1898, Julie Semail, née en 1873.

### Carrière

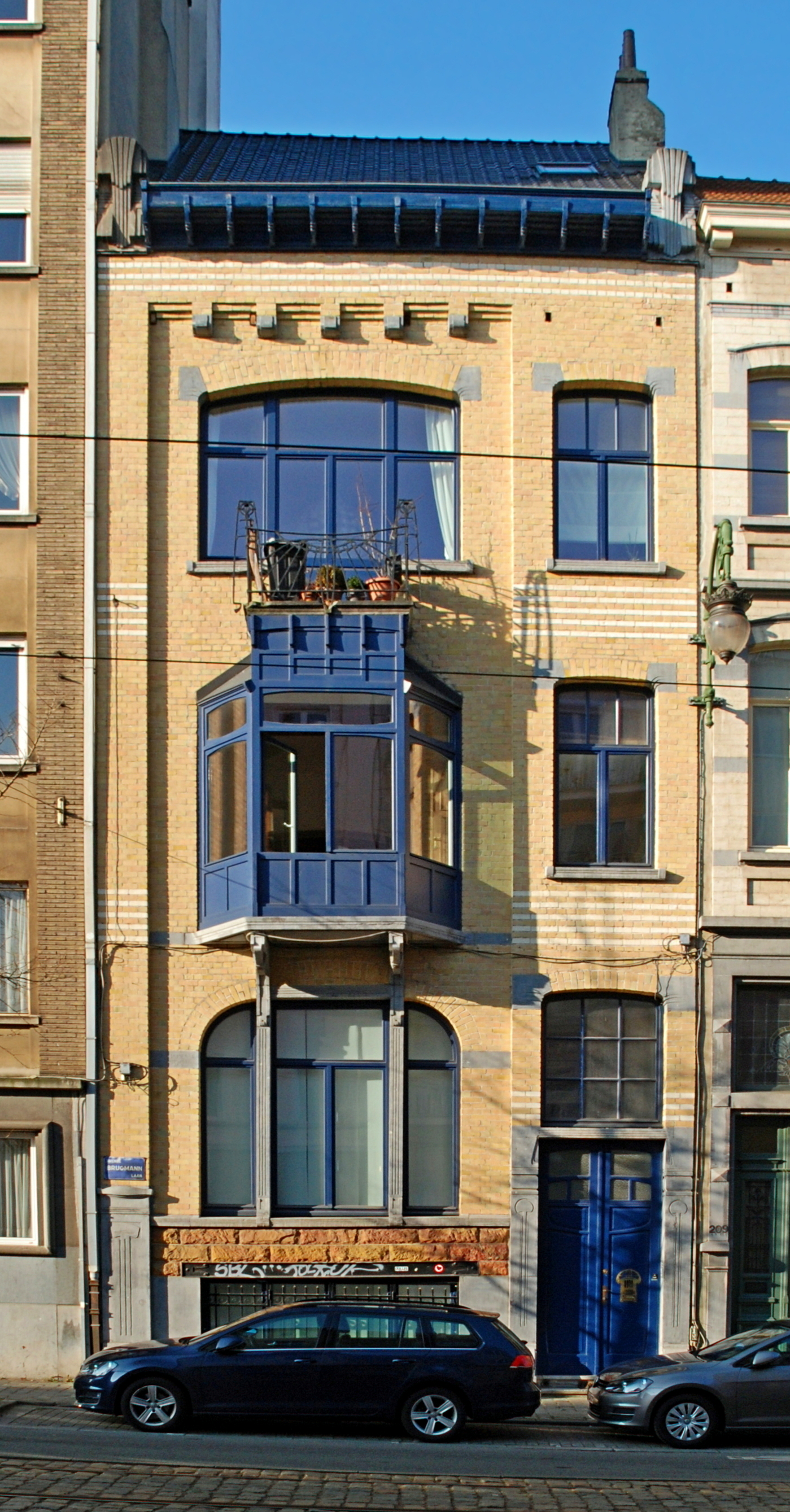
Maison-atelier du peintre Paul Verdussen par l'architecte Paul Hamesse (1901).

Il peint des scènes de genre, des intérieurs, des paysages, des marines, des vues de forêt et des paysages urbains. Il se rend régulièrement en Campine, près de Genk et de Bokrijk, pour peindre avec son confrère artiste Emmanuel Viérin et il se fait connaître du public à partir de 1893 en exposant au Salon de Bruxelles et au cercle Le Sillon.
Paul Verdussen est l'un des quinze membres fondateurs et le secrétaire de l'association des artistes bruxellois Le Sillon, créé en 1893. Les créateurs de ce cercle désirent un retour vers la peinture traditionnelle, vers la riche tradition réaliste flamande et prônent une peinture représentant directement la nature. Leur but est le naturalisme. Paul Vedussen démissionne du cercle en 1905.
Déjà créateur d'affiches en 1896 à la rue du Bois Sauvage, Paul Verdussen déménage dans sa nouvelle maison-atelier en 1901. Son atelier est inclus dans sa maison, érigée par l'architecte Paul Hamesse, située avenue Brugmann, no 211, à Ixelles. L'édifice est classé comme monument protégé le 11 mars 1999 en raison de sa valeur historique et artistique.
Paul Verdussen s'adjoint le concours de Victor Mignot qui dessine les affiches lithographiées dans le style Art nouveau produites par son atelier.

## Œuvres

### Affiches réalisées par l'atelier Verdussen

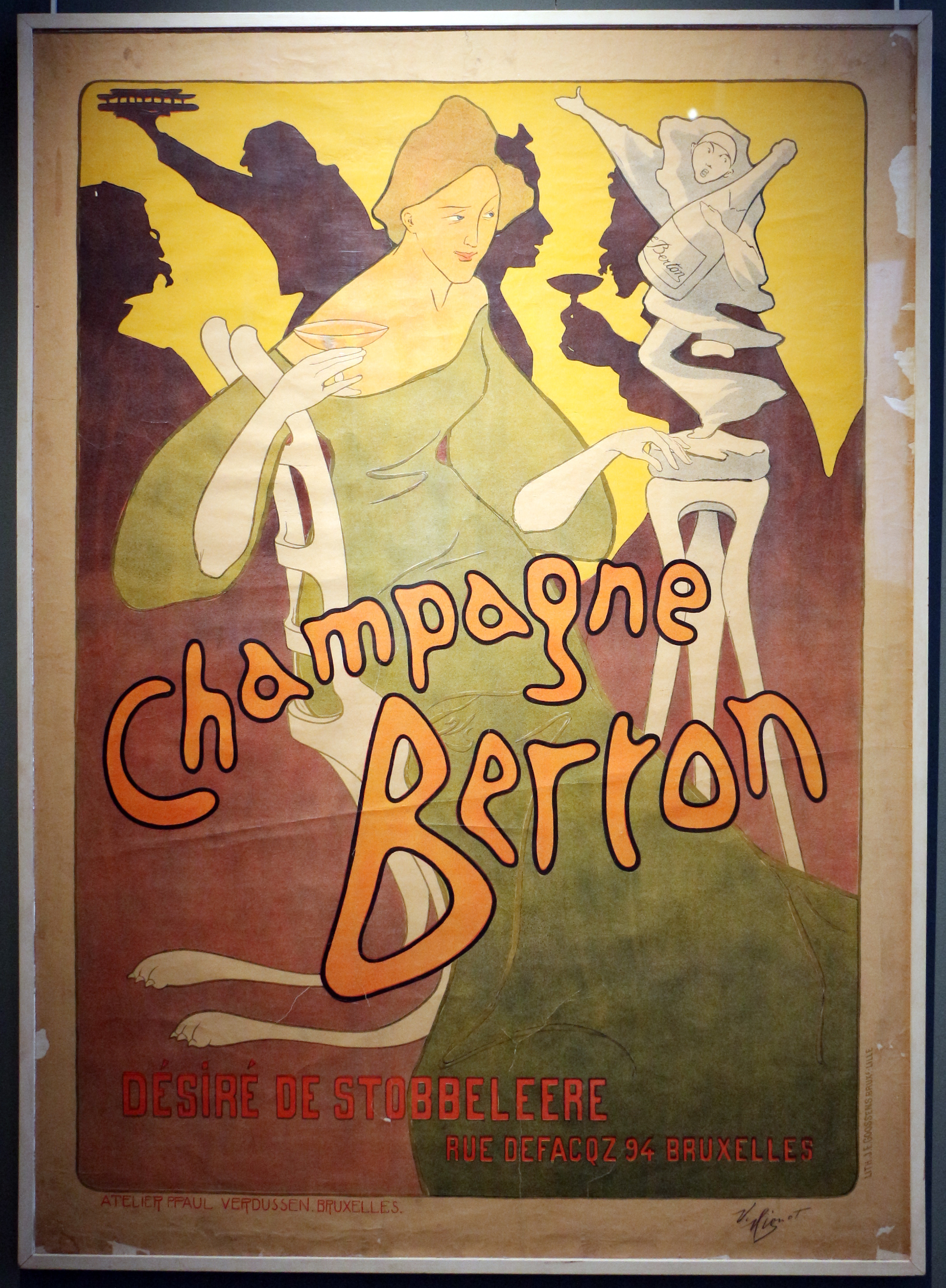
Champagne Berton (1896).
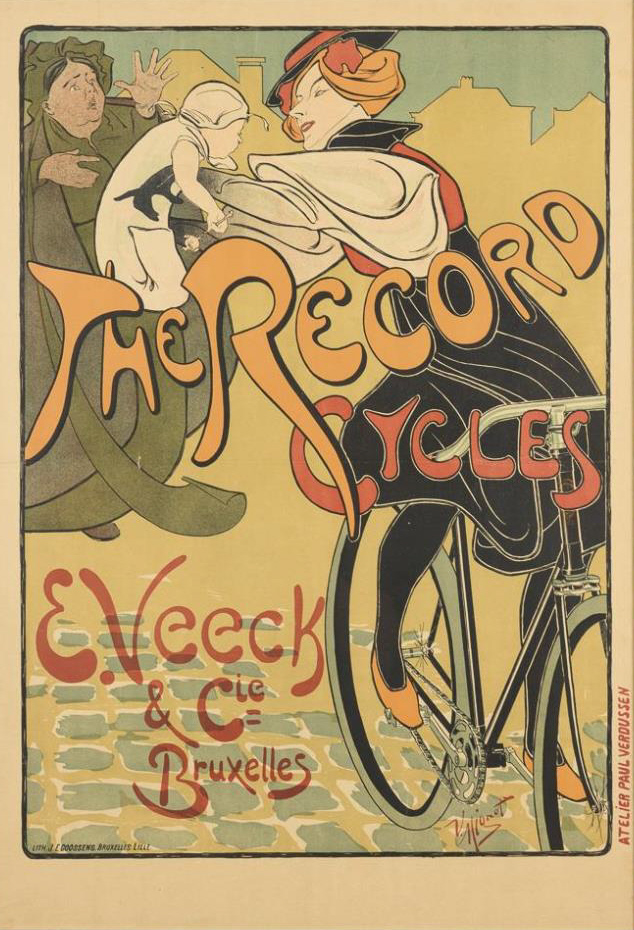
The Record Cycles (1897).
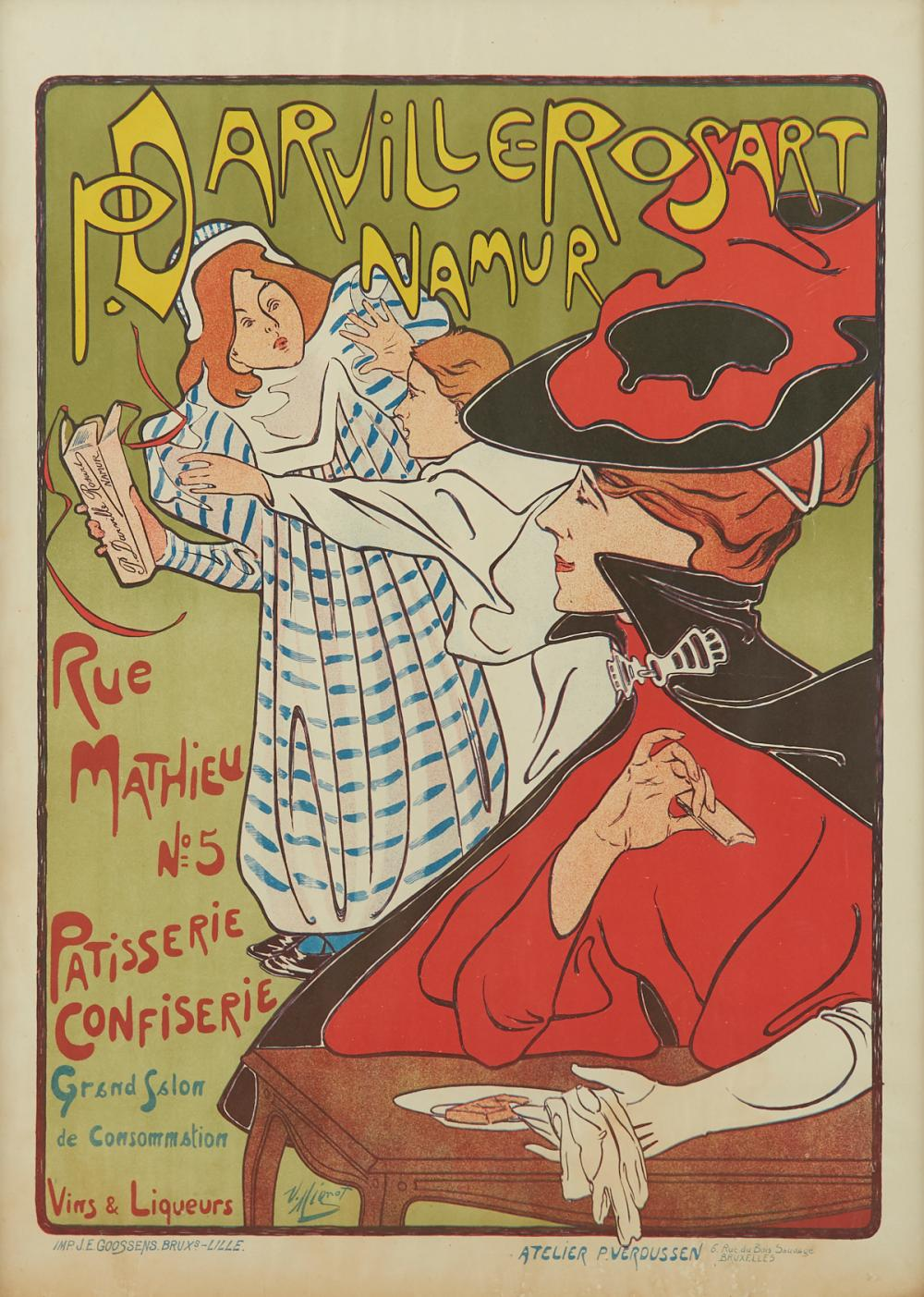
P. Darville-Rosart (vers 1900).

### Expositions
- Salon de Bruxelles de 1893 : Musée de la Porte de Hal, intérieur[7].
- Exposition du cercle Le Sillon de 1894 (II) : Soir, toile acquise par Jules de Burlet, ministre des beaux-arts[8].
- Exposition du cercle Le Sillon de 1895 (III) : Lever de lune, Tombée du jour, Nuit, Coucher du soleil et Soirée d'automne[9].
- Exposition du cercle Le Sillon de 1896 (IV) : Journée d'automne, Gros temps, Soir et Jour gris[10].
- Salon de Bruxelles de 1897 : Avant la pluie (Dinan)[11].
- Exposition du cercle Le Sillon de 1897 (V) : Rouge-Cloître, fin de journée[12].
- Exposition au Cercle artistique de Bruxelles en 1898 : Coin d'étang en novembre et Chemin creux à Uccle[2].
- Exposition du cercle Le Sillon de 1899 (VI) : Soir d'automne et Gros temps à Fontainebleau[13].
- Exposition du cercle Le Sillon de 1900 (VII) : une vingtaine de toiles, dont Crépuscule à Groenendael, Tour Agneessens, Vieux pignons et Crépuscule d'hiver[14].
- Salon de Prague de 1901 : Lever de lune dans la Campine, acquise par l'empereur d'Autriche[15].
- Salon des beaux-arts de Liège de 1902[16].
- Exposition du cercle Le Sillon de 1903 (X) : Crépuscule[17].

### Collections muséales
- Anvers, Musée Plantin-Moretus[6].
- Anvers, Maison des lettres.
- Musée d'Ixelles[6].
- Ostende, Musée d'Art à la mer.

### Réception critique
En novembre 1898, lorsque Paul Verdussen expose au Cercle artistique de Bruxelles, Émile Verhaeren écrit : 

« M. Verdussen s'est fait connaître au Sillon. Il a une prédilection marquée, un peu trop exclusive, pour les sites et les heures sombres, pour la désolation des automnes et des crépuscules, mirant dans l'eau figée des mares leur spleen redoublé. Cette impression prédominante s'indique ou s'affirme dans toutes ses principales toiles, et nulle part avec plus d'intensité que dans son Coin d'étang en novembre, tandis que ses études de petite dimension montrent son inspiration plus aventureuse, s'évadant des prisons forestières, où elle se confine d'habitude, mais emportant avec elle les couleurs préférées de son deuil. Au point de vue de l'exécution, M. Verdussen a accompli en quelques années des progrès décisifs ; on doit cependant lui souhaiter encore une rigueur plus constante vis-à-vis de lui-même. »